# Neustadt (Straßburg)

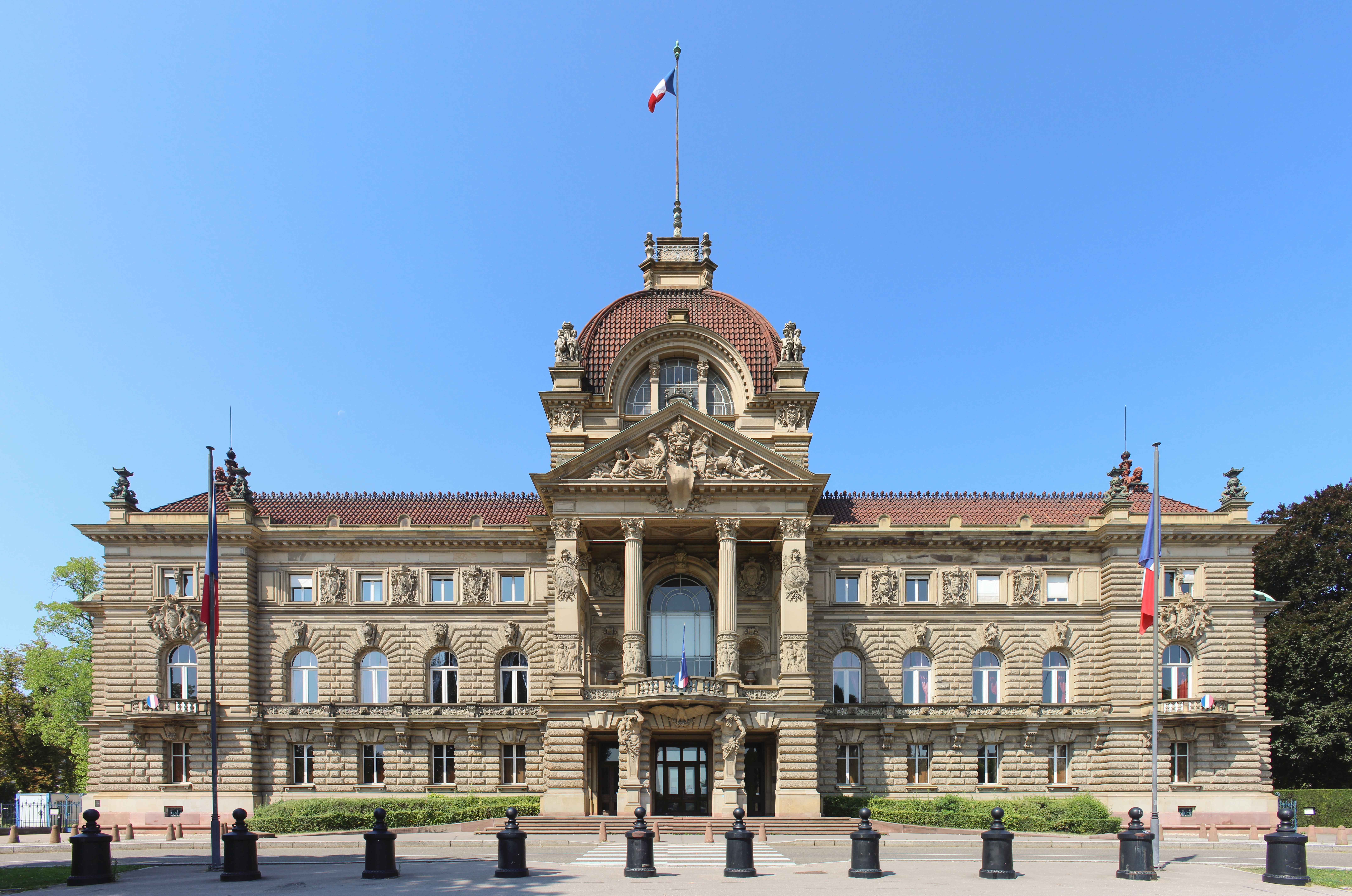
Der Palais du Rhin, ehemals Kaiserpalast, ist das bedeutendste Gebäude der Neustadt.

Neustadt ist ein Stadtteil der französischen Stadt Straßburg. Die offizielle französische Bezeichnung lautet ebenfalls Neustadt. Die Bebauung des Stadtteils erfolgte durch die deutschen Behörden, als Straßburg von 1871 bis 1918 Hauptstadt des Reichslandes Elsaß-Lothringen war. Zusammen mit der mittelalterlichen Altstadt ist die Neustadt seit 2017 eine von der UNESCO gelistete Stätte des Weltkulturerbes, unter der Bezeichnung Straßburg: von der Grande-Île zur Neustadt, eine europäische Stadtszenerie. Der Stadtteil ist durch stilistisch vielfältige Gründerzeitarchitektur aus der Epoche des Wilhelminismus geprägt, er wird auch als „deutsches Viertel“ bezeichnet.

## Geschichte

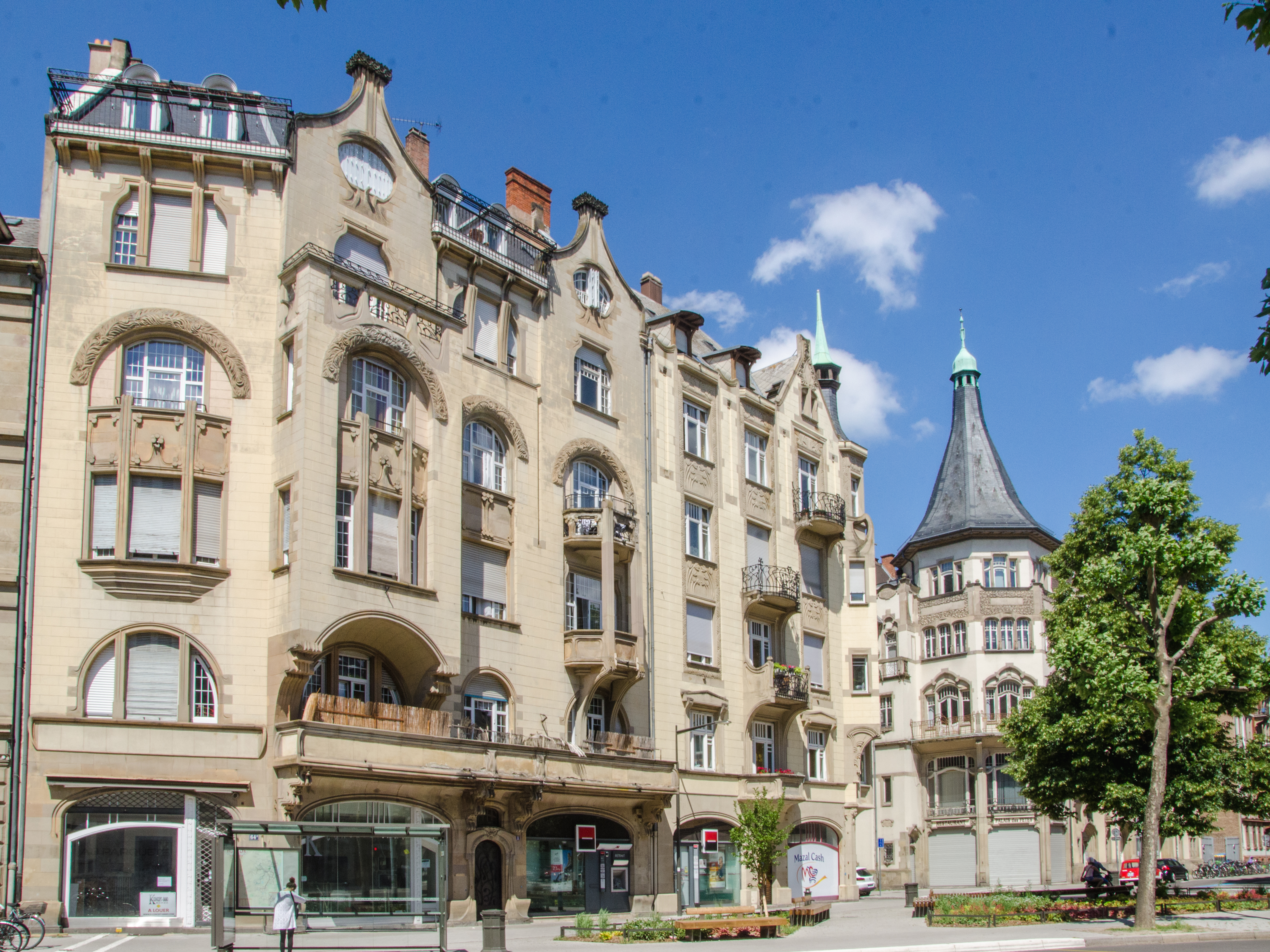
Häuser im Jugendstil an der Rue Sellénick (Am Sängerhaus), 1904 erbaut, und Sängerhaus. Aufnahme von 2017

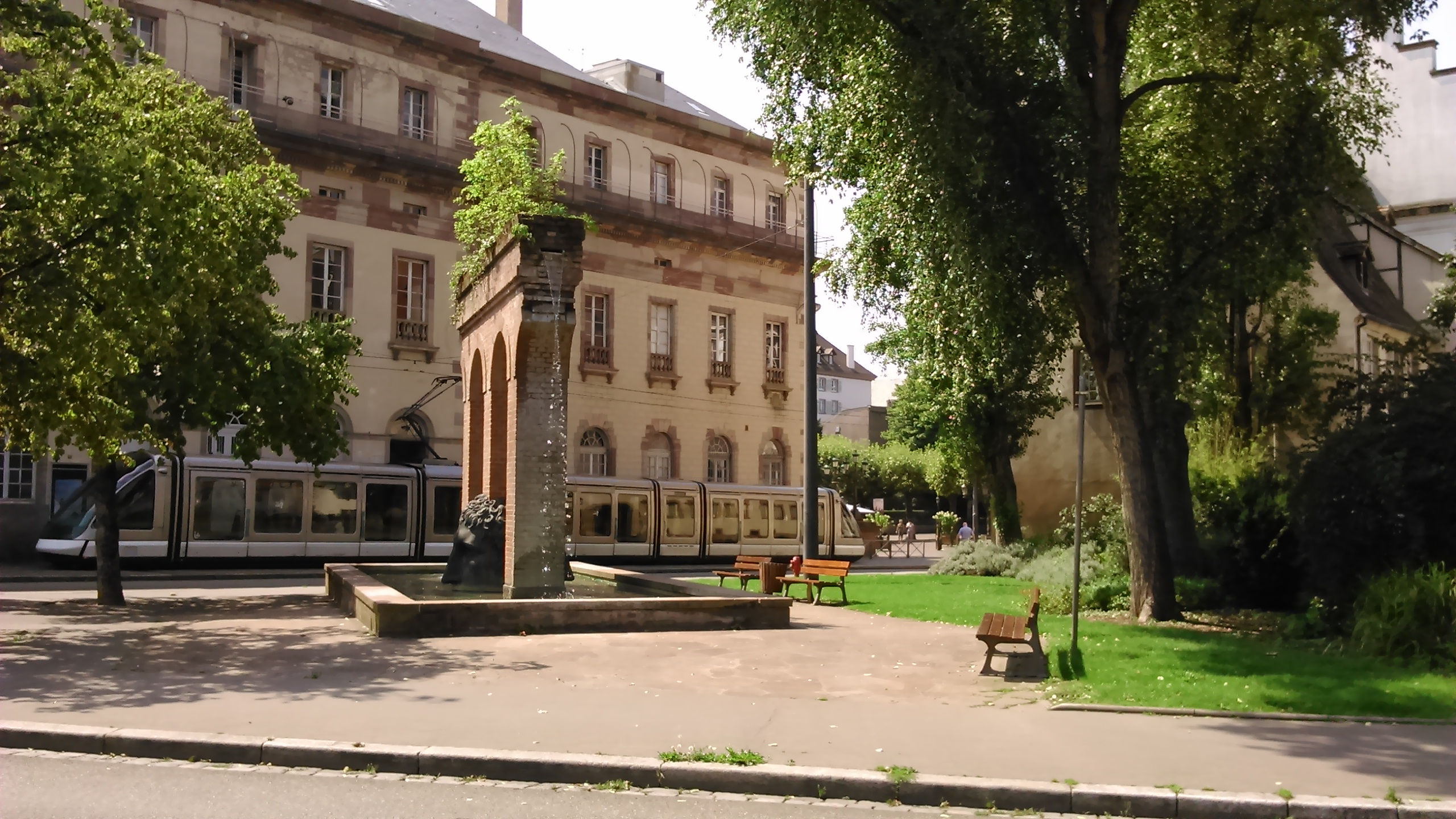
Janusbrunnen an der Place Broglie (Broglieplatz)

Am 29. September 1870 schickte der deutsche Reichskanzler Otto von Bismarck die folgende Depesche an den frisch bestallten Generalgouverneur des Elsass, Friedrich Alexander von Bismarck-Bohlen: „Eure Exzellenz ziehe sofort eine Bilanz der Schäden in Straßburg und gebe mittels einer besänftigenden Proklamation bekannt, dass die Gebäude wiederhergestellt würden, aber ohne dabei besondere Verpflichtungen einzugehen.“ Am Tag zuvor hatte General Uhrich, der Kommandant der französischen Streitkräfte in Straßburg, kapituliert: Vorausgegangen war eine blutige Belagerung, in deren Verlauf die 17.000 französischen Soldaten der deutschen Übermacht mit 40.000 Mann und moderner Artillerie nicht gewachsen waren.
Der von Bismarck verheißene Wiederaufbau begann freilich erst nach dem Ende des Deutsch-Französischen Krieges. Auf Befehl des Generalstabs wurde die Fläche der Stadt verdreifacht. Jenseits des historischen Kerns entstand ein Glacis zum Schutz der strategisch wichtigen Festung. Gleichzeitig begannen die Planungen für eine gewaltige zivile Erweiterung nordöstlich der Großen Insel, die künftige Neustadt.
Zwischen 1870 und 1915 wuchs die Bevölkerung Straßburgs von 80.000 auf 180.000 Personen. Ein Großteil der Neuzuzüger waren deutsche Beamte, wodurch zahlreiche ausgedehnte Neubauten erforderlich wurden. Die Kosten für die Neubauten betrugen insgesamt über 17 Millionen Mark und wurden den Straßburger Bürgern auferlegt, die die Summe über zehn Jahre als Reparation zu entrichten hatten.
Zwei Architekten wurden mit der Gestaltung beauftragt, der Straßburger Stadtbaumeister Jean Geoffroy Conrath und der Berliner August Orth. Den Zuschlag erhielt Conrath, nach Prüfung durch ein deutsches Expertengremium. Die Realisierung des aufwendigen Plans dauerte mehr als 20 Jahre. Zu Beginn des 20. Jahrhunderts war der Anschluss Straßburgs an das Deutsche Reich zumindest äußerlich gelungen: Die Stadt präsentierte sich nach den Worten der Architektin und Urbanistik-Professorin Viviane Claude als „Vitrine der Germanisierung“.
Kern von Conraths Entwurf war eine Monumentalallee. Sie verband die Bauten der Universität als Sitz des Wissens mit dem Kaiserplatz als dem Sitz der Macht. Dort wurden die Repräsentativbauten des Reiches symmetrisch platziert, mit dem Kaiserpalast im Zentrum, der von Kaiser Wilhelm II. 1889 eingeweiht wurde.
Der Bau des neuen Hauptbahnhofs stand unter der Leitung des Berliner Architekten Johann Eduard Jacobsthal. Von 1875 bis 1889 amtierte der Architekt Hermann Eggert als Universitätsbaumeister. Er konzipierte die kaiserliche Residenz, den heutigen Palais du Rhin, sowie verschiedene Institute der Kaiser-Wilhelm-Universität. Am Neubau der Universität war neben Eggert auch Otto Warth beteiligt. Die Planung des Kaiserplatzes besorgte Johann Karl Ott (1846–1917), Nachfolger Conraths als Stadtbaumeister. Zu den damaligen Neubauten gehört auch die 1898 eingeweihte Alte Synagoge, die 1940 nach dem erneuten deutschen Einmarsch zerstört wurde. Weiter zu erwähnen sind die National- und Universitätsbibliothek, das Nationaltheater, der Justizpalast, die Präfektur, die Steuerdirektion, der Palais des Fêtes („Sängerhaus“), die protestantische Paulskirche, die katholischen Kirchen St. Mauritius und Neue Jung St. Peter, sowie mehrere Jugendstilbauten.
Nach dem Zweiten Weltkrieg wurde die Architektur der Neustadt mit den deutschen Besatzern in Verbindung gebracht und dementsprechend unbeliebt. 1957 gab es sogar Pläne, den ehemaligen Kaiserpalast, in den Kriegsjahren Sitz der deutschen Kommandantur, abzureißen, was jedoch verhindert werden konnte. Seit dem Ende der 1980er Jahre begann dann ein Umdenken, und heute werden zahlreiche Rundgänge und Ausstellungen zum Thema Neustadt durchgeführt. 1988 wurde der doppelgesichtige Janus-Brunnen von Tomi Ungerer eingeweiht, dessen eines Gesicht der Altstadt, das andere der Neustadt zugewandt ist. Eine Anfrage der städtischen Verwaltung und des Kulturministeriums von Januar 2016, das Weltkulturerbe um einen Teil der Neustadt zu erweitern, wurde von der UNESCO am 9. Juli 2017 positiv beantwortet.

## Aufbau und Architektur

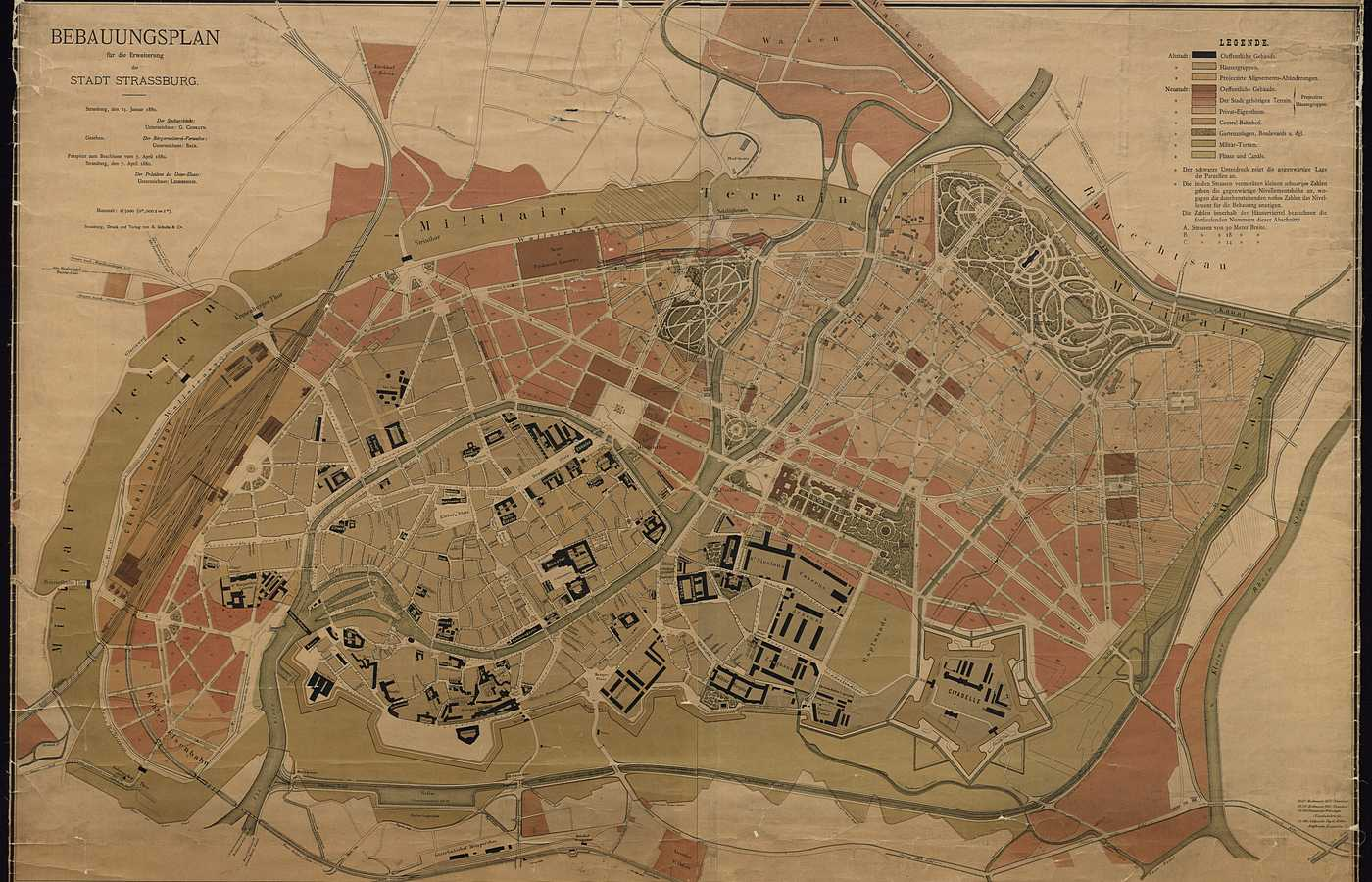
Bebauungsplan des Architekten Jean Geoffroy Conrath, 1880.

Der Plan der Neustadt richtet sich teilweise nach dem Vorbild der Pariser Boulevards unter Baron Haussmann, stellt jedoch keinen Stadtumbau, sondern eine Stadterweiterung der Gründerzeit dar. Der Plan zeichnet sich durch eine Reihe großzügiger, oft parallel geführter Boulevards aus. Neben monumentalen Plätzen mit Grünflächen wurden auch eigentliche Parks angelegt, darunter der Parc du Contades (Schießrain) und die Orangerie, sowie die Gärten der Universität und der Neue Botanische Garten.
Der architektonische Stil der Neustadt ist der damals insbesondere im deutschen Sprachraum weit verbreitete Historismus, mit seinem Eklektizismus. Obwohl sich hier Bauten der Neurenaissance, der Neugotik, des Neoklassizismus, der Neuromanik, des Neobyzantinismus sowie des Jugendstils finden, ergibt sich der Gesamteindruck einer gewissen Einheitlichkeit. Die amtlichen Bauten bestehen oft aus Vogesen-Sandstein, die Wohnhäuser verfügen über vier oder fünf Stockwerke, haben zuweilen Vorgärten sowie fließendes Wasser und Gas auf sämtlichen Etagen, was zum Bauzeitpunkt eine Errungenschaft des modernen Komforts darstellte.